# Liro Vendelino Meurer
Liro Vendelino Meurer (ur. 13 lipca 1954 w Salvador do Sul) – brazylijski duchowny katolicki, biskup Santo Ângelo od 2013.

## Życiorys
Święcenia kapłańskie otrzymał 12 grudnia 1981 i inkardynowany został do archidiecezji Porto Alegre. Pracował głównie jako duszpasterz parafialny, był także m.in. ojcem duchownym niższego seminarium w Gravataí, rektorem wyższego seminarium oraz wikariuszem biskupim dla rejonu Camaquã-Guaíba.
14 stycznia 2009 papież Benedykt XVI mianował go biskupem pomocniczym Passo Fundo ze stolicą tytularną Thucca in Numidia. Sakry biskupiej udzielił mu 22 marca 2009 abp Dadeus Grings.
24 kwietnia 2013 mianowany przez Franciszka ordynariuszem diecezji Santo Ângelo. Ingres odbył się 16 czerwca 2013.